# Phenom
Phenom (uttalas: [fɨˈnɒm]) är en processorserie tillverkad av Advanced Micro Devices, AMD, lanserad den 19 november 2007. Processorerna bygger på AMD64 och använder AMD:s K10-arkitektur. De kännetecknas bland annat av delat L3-cache som utnyttjar Non-Uniform Memory Access-teknik, och integrerade DDR2 SDRAM-kontroller. I december 2008 släpptes en uppföljare till processorserien, kallad Phenom II.
På grund av förändringar i AMD:s policy för namngivning av produkter, delar vissa av processorerna i serien numera beteckningar med de äldre processorserierna Athlon och Sempron.

## Processorer i serien
Talet efter bokstaven "X" står för antalet processorkärnor. Sålunda betecknar "X4" fyrkärniga processorer, medan "X3" står för trekärniga processorer, och så vidare.
- AMD Phenom (X4) 9500 - 2,2 GHz, 4×512 KiB L2-cache, 2 MB L3-cache
- AMD Phenom (X4) 9600 - 2,3 GHz, 4×512 KiB L2-cache, 2 MB L3-cache

## Planerade processorer i serien
- AMD Phenom (X4) 9700 - 2,4 GHz, 4×512 KiB L2-cache, 2 MB L3-cache
- AMD Phenom (X4) 9900 - 2,6 GHz, 4×512 KiB L2-cache, 2 MB L3-cache
- AMD Phenom X2
- AMD Phenom X3
- AMD Phenom Fx80
- AMD Phenom Fx90

| Processorserie        | Processorfamilj              | Tidigare beteckning | AMD:s kodnamn innan lansering |
| --------------------- | ---------------------------- | ------------------- | ----------------------------- |
| Phenom X4 quad-core   | X4 (9000-serien)             | –                   | Agena                         |
| Phenom X3 triple-core | X3 (8000-serien)             | –                   | Toliman                       |
| Athlon dual-core      | X2 (6000- och 7000-serierna) | Phenom X2           | Kuma                          |
| Athlon single-core    | 1                            | –                   | Lima                          |
| Sempron single-core   | 1                            | –                   | Sparta                        |